# Inhibidores de la transcriptasa inversa

Modelo de inhibidor de la transcriptasa inversa.

Los inhibidores de la transcriptasa inversa son fármacos que inhiben a la polimerasa de ADN dependiente de ARN y codificada por el VIH que convierte al ARN vírico en ADN provírico, que luego se incorpora en un cromosoma de la célula hospedadora. Esta polimerasa es conocida también como transcriptasa inversa.

## Importancia biomédica
El material genético de algunos virus de animales y plantas es ARN en lugar de ADN. Aunque algunos virus ARN nunca transcriben su información hacia una molécula de ADN, muchos virus ARN de animales —específicamente, los retrovirus— se transcriben mediante la ADN polimerasa dependiente de ARN viral para producir una copia de ADN bicatenario a partir de su genoma de ARN. En muchos casos, la transcripción de ADN de doble cadena resultante se integra en el genoma del huésped y después sirve como un molde para la expresión del gen a partir del cual pueden transcribirse nuevos genomas de ARN viral y ARNm virales.

## Introducción
Los inhibidores actuales de la transcriptasa inversa son análogos de los nucleósidos o análogos de los nucleótidos,[cita requerida] o bien son no nucleósidos. Los inhibidores no nucleosídicos de la transcriptasa inversa (INNTI) se identificaron gracias a procedimientos repetidos de detección utilizando una enzima vírica purificada. Sin embargo, la evolución clínica de estos fármacos se retrasó por el surgimiento inmediato de resistencia farmacológica. No obstante, en 1998 se aprobó el empleo de tres fármacos de esta categoría  (¿donde? [cita requerida]). Un inhibidor nucleosídico de la transcriptasa inversa tiene como objetivo el sitio activo de la enzima, y un inhibidor no nucleosídico se fija a otro sitio de la misma enzima.
Al igual que los demás antirretrovíricos, los inhibidores de la transcriptasa inversa impiden la infección de las células propensas, pero no repercuten en las que ya albergan al VIH. Los análogos nucleosídicos y nucleotídicos deben entrar en la célula y someterse a fosforilación para generar sustratos sintéticos para la enzima. Los análogos fosforilados bloquean la reproducción del genoma vírico al inhibir en forma competitiva la incorporación de los nucleótidos originales y al interrumpir la prolongación del DNA provírico naciente, porque carecen del grupo 3'-hidroxilo.

## Inhibidores nucleosídicos de la transcriptasa inversa
Todos los medicamentos de esta clase, excepto uno, son nucleósidos que deben someterse a fosforilación triple a nivel de 5'-hidroxilo para ejercer su actividad. La única excepción es el tenofovir, que es un análogo monofosfato de un nucleótido que necesita dos fosfatos más para ser activo. Estos compuestos inhiben tanto a VIH-1 como a VIH-2 y varios poseen actividad de amplio espectro contra otros retrovirus tanto humanos como animales; emtricitabina, lamivudina, zalcitabina y tenofovir son activos contra el virus de la hepatitis B in vitro y tenofovir también posee actividad contra los herpesvirus.

## Interacciones
Por lo general estos fármacos no participan en interacciones farmacocinéticas importantes, porque no son sustratos de las enzimas hepáticas de citocromo P450.

## Eliminación
La mayor parte de los inhibidores de la transcriptasa inversa se elimina por excreción renal. Sin embargo, la zidovudina y el abacavir se eliminan básicamente por glucuronidación hepática. Casi todos los compuestos originales se eliminan pronto del plasma y la semivida es de 1 a 10 h. No obstante, el tenofovir tiene una semivida plasmática de 14 a 17 h. Pese a su eliminación tan rápida del plasma, la vía farmacológica crítica de estos medicamentos es la producción y eliminación de nucleósidos trifosfato o difosfato intracelulares, que constituyen el anabolito activo.

## Efectos secundarios
Los efectos adversos selectivos de estos medicamentos dependende su potencial para inhibir a la transcriptasa inversa del virus sin inhibir a las polimerasas de DNA de la célula hospedadora. Los trifosfatos intracelulares de todos estos fármacos tienen una afinidad reducida por la polimerasa α y β de DNA humano, pero algunas pueden inhibir a la polimerasa γ, que es la enzima mitocondrial. De esta manera, los efectos adversos más importantes de esta clase de fármacos derivan, en parte, de la inhibición de la síntesis de DNA mitocondrial. Estos efectos adversos comprenden anemia, granulocitopenia, miopatía, neuropatía periférica y pancreatitis. La acidosis láctica con o sin hepatomegalia y la esteatosis hepática son complicaciones raras pero potencialmente fatales que se observan con la estavudina, zidovudina, didanosina y zalcitabina; probablemente no se asocia de manera independiente con los demás medicamentos. La emtricitabina, la lamivudina y el tenofovir fosforilados poseen afinidad reducida por la polimerasa γ de DNA y prácticamente carecen de efectos adversos mitocondriales.
| Nombre genérico                 | Nombre químico                      |
| ------------------------------- | ----------------------------------- |
| Zidovudina                      | Azidotimidina (AZT)                 |
| Didanosina                      | Didesoxiinosina                     |
| Estavudina                      | Dideshidrodesoxitimidina            |
| Zalcitabina                     | Didesoxicitidina                    |
| Lamivudina                      | Didesoxitiacitidina                 |
| Abacavir                        | Ciclopropilaminopurinilciclopenteno |
| Disoproxilfumarato de tenofovir | Fosfinilmetoxipropiladenina         |
| Emtricitabina                   | Fluorooxatiolanilcitosina           |

## Inhibidores no nucleosídicos de la transcriptasa inversa
El grupo de los inhibidores no nucleosídicos de la transcriptasa inversa (INNTI) incluye varios sustratos químicos que se fijan a un “bolsillo” hidrófobo en la subunidad p66 de la transcriptasa inversa del VIH-1. Este bolsillo no es indispensable para la función de la enzima y se sitúa lejos de un sitio activo. Estos compuestos inducen un cambio en la conformación de la estructura tridimensional de la enzima, que reduce considerablemente su actividad, de manera que actúan como inhibidores no competitivos.
A diferencia de los inhibidores nucleosídicos y nucleotídicos de la transcriptasa inversa, estos compuestos no requieren fosforilación intracelular para adquirir actividad. Como el sitio de fijación de los INNTI es específico de cada cepa vírica, los agentes aprobados son activos contra el VIH-1 pero no contra el VIH-2 ni otros retrovirus, por lo que no debe utilizarse en estos casos.
Estos compuestos tampoco son activos contra las polimerasas del DNA de la célula hospedadora. Los dos medicamentos más utilizados de esta categoría, efavirenz y nevirapina, son bastante potentes y reducen de manera transitoria la concentración plasmática del RNA vírico cuando se administran sin otros fármacos.

## Interacciones
La nevirapina y la delavirdina son sustratos de la isoforma del Citocromo P450 3A4 (CYP3A4), mientras que el efavirenz es sustrato de citocromo P450 2B6 (CYP2B6) y CYP3A4. La eliminación de estado estable del efavirenz y la nevirapina varía de 24 a 72 h, lo que permite administrar una sola dosis al día. Tanto el efavirenz como la nevirapina son inductores más o menos potentes de enzimas hepáticas que metabolizan fármacos como CYP3A4, mientras que la delavirdina es un inhibidor de CYP3A4. Por consiguiente, las interacciones farmacocinéticas son muy importantes, porque constituyen la causa de los posibles efectos adversos.

## Eliminación
Los tres INNTI se eliminan del organismo por medio de metabolismo hepático.

## Resistencia
Los INNTI son más propensos a la resistencia farmacológica que otros tipos de antirretrovíricos, porque el cambio de un solo aminoácido en el bolsillo fijador de INNTI (por lo general en los codones 103 o 181) genera resistencia vírica a todos los fármacos de esta clase.
| Nombre genérico | Nombre químico                      |
| --------------- | ----------------------------------- |
| Nevirapina      | Dipiridodiazepinona                 |
| Efavirenz       | 1,4-dihidro-2H-3,1-benzoxazin-2-ona |
| Delavirdina     | No disponible                       |